# Mabel Cahill
Mabel Esmonde Cahill (1863-1905) fue una jugadora de tenis irlandesa activa a fines del siglo XIX y fue la primera mujer extranjera en ganar un torneo de tenis importante, cuando ganó los Campeonatos Nacionales de Estados Unidos en 1891.

## Carrera
Nació el 2 de abril de 1863, Ballyragget, condado de Kilkenny, Irlanda, Cahill ganó el Campeonato de mujeres del Orange Club en 1890 y 1891.
Cahill se convirtió en la primera mujer extranjera en ganar un torneo grande cuando derrotó a Ellen Roosevelt en la final femenina del Campeonato de Estados Unidos de 1891 en el Philadelphia Cricket Club. Ella defendió con éxito su título de individual femenino en 1892 y también ganó el título femenino de dobles con Adeline McKinlay y el título mixto de dobles con Clarence Hobart. Ella no defendió sus títulos en 1893. Murió el 1 de enero de 1905 en Irlanda.
En 1976 fue incluida en el Salón Internacional de la Fama del Tenis.

## Torneos de Grand Slam

### Individual (2)
| Año  | Campeonato                     | Superficie | Rival           | Marcador                |
| 1891 | Campeonato nacional de EE. UU. | Césped     | Ellen Roosevelt | 6–4, 6–1, 4–6, 6–3      |
| 1892 | Campeonato nacional de EE. UU. | Césped     | Ellen Roosevelt | 5–7, 6–3, 6–4, 4–6, 6–2 |

### Dobles (2)
| Año  | Campeonato                     | Superficie | Pareja              | Oponentes en la final            | Marcador      |
| 1891 | Campeonato nacional de EE. UU. | Césped     | Emma Leavitt-Morgan | Ellen Roosevelt Grace Roosevelt  | 2–6, 8–6, 6–4 |
| 1892 | Campeonato nacional de EE. UU. | Césped     | Adeline McKinlay    | Phyllis Walsh Grace Robert LeRoy | 6–1, 6–3      |

### Dobles mixto (1)
| Año  | Campeonato                     | Superficie | Pareja          | Oponentes en la final         | Marcador |
| 1892 | Campeonato nacional de EE. UU. | Césped     | Clarence Hobart | Elisabeth Moore Rodmond Beach | 6–1, 6–3 |